# La piedad en el desierto
La piedad en el desierto es un mural realizado por Manuel Rodríguez Lozano. Fue creado sobre uno de los muros del Palacio de Lecumberri en 1942. Tiempo después fue desprendido y actualmente forma parte de los murales en exhibición del Museo del Palacio de Bellas Artes.

## Historia
Sobre uno de los muros de la prisión en la que pasó cuatro meses (en los pasillos de la sala de visita familiar del "Palacio Negro" de Lecumberri), Manuel Rodríguez Lozano pintó en 1942 el mural La piedad en el desierto, que fue restaurado y trasladado al Museo del Palacio de Bellas Artes en 1966. Inspirado en La Piedad, de Miguel Ángel, incluye motivos de la iconografía católica. Elaborado al fresco y con técnica al temple (yema de huevo, pigmento y agua) y extraído con Strappo en una plancha de cal y yeso con un bastidor transportable de metal, su composición es triangular: una María indígena (que reemplaza aquí a la Madona italiana), los pómulos prominentes, símbolo del sistema capitalista, con actitud protectora; el hijo, que es el mismo pintor, se halla con los brazos abiertos, la cara reclinada; la figura estilizada tema del mural nace de una profunda reflexión espiritual inspirada por el cautiverio; la obra es una alegoría acerca de la injusticia social, sobre todo del pueblo mexicano, su miseria y su sufrimiento. La línea de horizonte aparece arriba, con un poco de cielo azul claro. El mural, que en la cárcel se convirtió en objeto de culto religioso (los reclusos oraban ante él como si fuese un retablo o un ex voto milagroso) es un ejemplo del muralismo que hace alusiones metafísicas de corte neoclásico.